# Rudolf Hrubec
Rudolf Hrubec (15. listopadu 1914, Bernartice – 11. září 1944, Biela, Itálie) byl československý voják a velitel výsadku Silica-North.

## Mládí
Narodil se 15. listopadu 1914 v Bernarticích, v okrese Milevsko. Otec František byl holič a listonoš, matka Cecílie, rozená Lukešová byla v domácnosti. Měl jednoho bratra.
V Bernarticích absolvoval obecnou a měšťanskou školu, v roce 1934 maturoval na reálném gymnáziu v Ústí nad Labem. 16. července 1934 nastoupil základní vojenskou službu do Vysokého Mýta. Následně byl odeslán do Pardubic do školy pro důstojníky jezdectva, odkud se ke svému pluku vrátil v hodnosti četaře. 28. června 1936 z armády odešel v hodnosti podporučíka jezdectva.
Zpět do činné služby se vrátil poté, co absolutoriem ukončil dva semestry na ČVUT, obor letecká konstrukce. Po přijetí do činné služby k dragounskému pluku začal studovat Vojenskou akademii v Hranicích. V hodnosti poručíka jezdectva byl vyřazen 14. srpna 1938 a odeslán k dragounskému pluku v Prostějově. Po okupaci Čech a Moravy byl 19. května 1939 demobilizován.

## V exilu
8. června 1939 společně s přáteli, Rudolfem Krzákem opustil protektorát směrem do Polska. V Krakově byl prezentován a odeslán do Francie. Původní záměr, že se stane pilotem, nevyšel, a proto 10. srpna 1939 vstoupil do řad Cizinecké legie a byl odeslán do Tunisu. Po vypuknutí války byl zařazen do československé zahraniční armády a přidělen k 2. pěšímu pluku. Bojů o Francii se nezúčastnil. 7. července 1940 byl evakuován do Anglie.
V Anglii byl zařazen k velitelské rotě 2. pěšího pluku. V té době byl zařazen do výcviku pro plnění zvláštních úkolů. Od 4. května do 28. října 1941 absolvoval dva parakurzy a sabotážní kurz. Již v hodnosti nadporučíka byl jmenován velitelem čs. výcvikového střediska na Bellais (STS 2) a styčným důstojníkem mezi čs. orgány a britskými zpravodajskými orgány podílejícími se na výcviku parašutistů a rovněž vykonával funkci leteckého dispečera při letech do protektorátu. V roce 1942 absolvoval speciální kurz u polských parajednotek a konspirační kurz. Koncem roku 1942 byl jmenován velitelem čs. vyčkávací stanice na STS 46. Od 3. května 1943 působil jako velitel střediska Stanhope Terrace a od 12. července jako velitel STS 1. 8. října 1943 odletěl do Itálie, kde se stal velitelem čs. expedičního střediska a zástupcem Zvláštní skupiny D. 11. srpna 1944 odjel do Bari jako příslušník operační skupiny Silica.

## Nasazení
Do akce vzlétl 11. září 1944 jako velitel skupiny Silica-North. V severní Itálii výsadkový letoun narazil do horského masivu a všichni na palubě zahynuli.

## Po válce

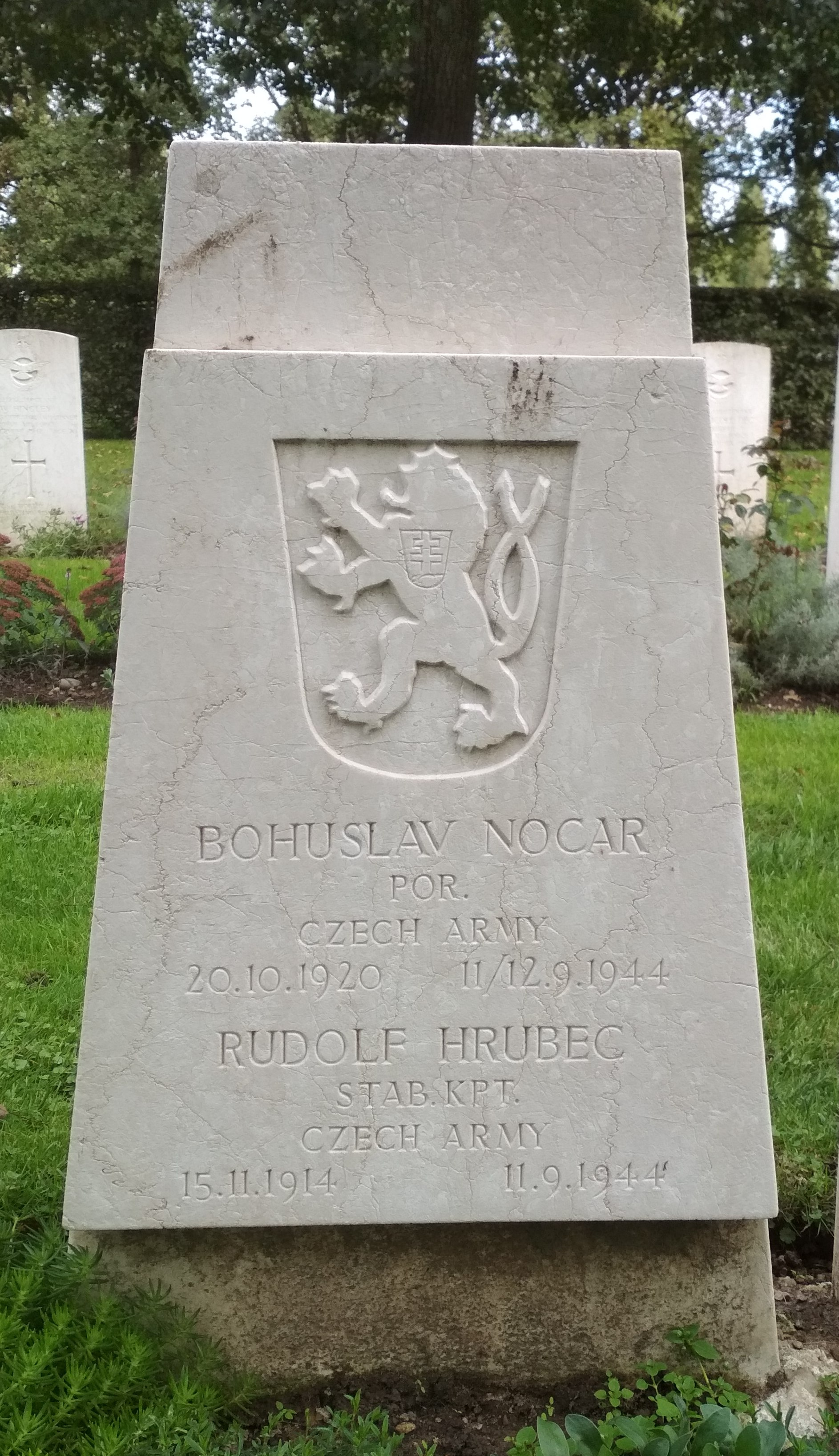
Náhrobek Bohuslava Nocara a Rudolfa Hrubce na milánském vojenském hřbitově.

Po ukončení války byl společně s B. Nocarem pohřben na britském vojenském hřbitově v Miláně. 1. prosince 1946 byl in memoriam povýšen do hodnosti štábního kapitána.
Příslušníci jeho rodiny byli v červnu 1942 zatčeni za pomoc příslušníkům výsadku Intransitive a poblíž Klatov 2. července 1942 zastřeleni.

## Vyznamenání
- 1944  Pamětní medaile československé armády v zahraničí se štítky Francie a Velká Británie
- 1944  Československá medaile za zásluhy I. stupně
- 1946  Československý válečný kříž 1939
- 2007  Řád Bílého lva I. stupně